# سامی (قوم)

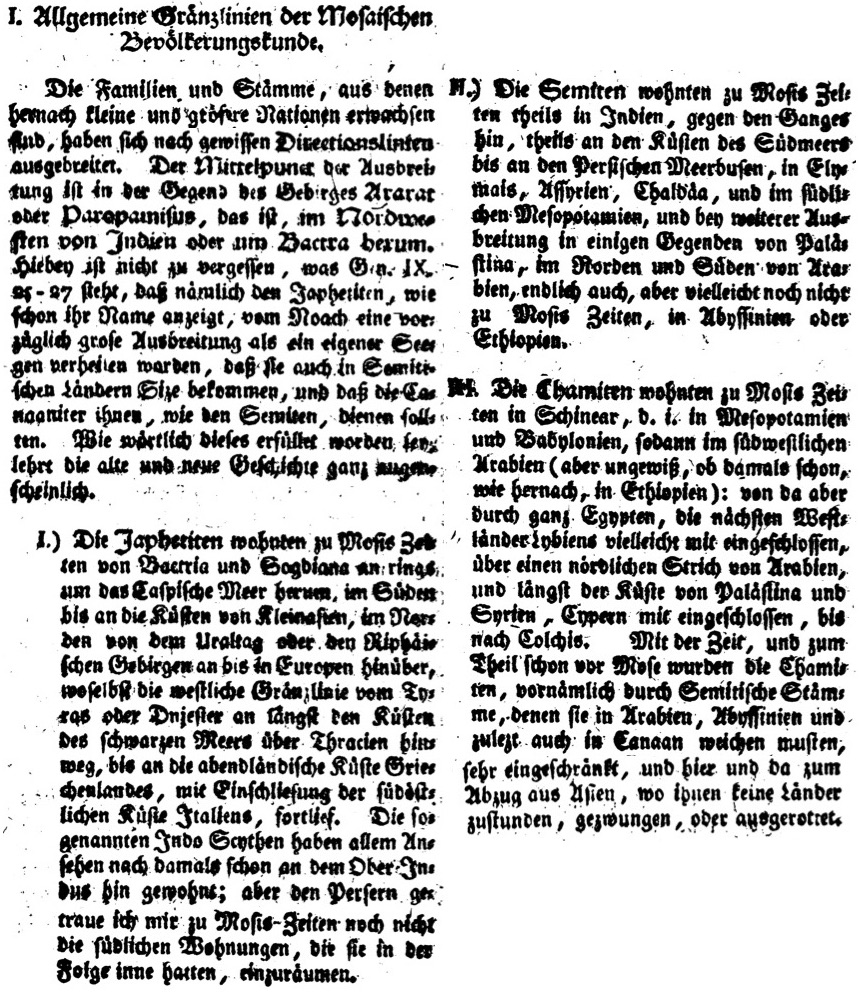
نخستین توصیف قوم‌شناسی تاریخی جهان بر پایهٔ سه پسر نوح: سام، حام و یافث.

قوم سامی عرب‌ها، اکدیان، آشوریان و یهودیان را شامل می‌شود.

این عبارت نخستین‌بار در سال‌های ۱۷۷۰ توسط اعضای مکتب تاریخ‌نگاری گوتینگن به کار رفت. این عبارت از قوم‌شناسی کتاب مقدس برآمده بود و اشاره به نوادگان سام، پسر نوح، در سفر پیدایش دارد. دو عبارت اقوام حامی و اقوام یافثی نیز برای نوادگان دو پسر دیگر نوح (حام و یافث) استفاده شد.
این عبارت عمدتاً برای اطلاق به عرب‌ها و آشوریان و عبرانیان به کار می‌رود. شناخته‌شده‌ترین زبان‌های سامی زنده نیز عربی؛ عبری ؛ آشوری و زبان مالتی هستند. بیشتر مردم سوی غربی خاورمیانه از نژاد سامی شمرده می‌شوند و زبان ویژه خود را دارند. آرامی‌ها‌، کلدانی‌ها‌، نبطی‌ها‌ از دیگر اقوام سامی هستند.
از دیدگاه دین‌های ابراهیمی و بر پایهٔ روایت تورات و اسطوره‌های سامی نسل کنونی آدمیان که پس از طوفان نوح به جای مانده‌اند از پشت سه پسر نوح سام، حام و یافث هستند. سامی‌ها کسانی هستند که خود را فرزندان سام پسر نوح می‌دانند. هر چیز وابسته به آن‌ها مانند زبان‌های سامی، آیین‌های سامی و ... سامی خوانده می‌شود.